# Liste der Sieger bei PDC-Turnieren 2019
Die Liste der Sieger bei PDC-Turnieren 2019 listet zuerst alle Sieger bei den Major-Turnieren der Professional Darts Corporation auf. Im Weiteren werden die weiteren Turniersieger aufgelistet und Statistiken aufgezeigt.
←2018 2020→

## Turniersieger

### Major-Turniere
| Turnier                     | Sieger                       | Finalist                        | Ergebnis | Format  |
| --------------------------- | ---------------------------- | ------------------------------- | -------- | ------- |
| Weltmeisterschaft           | Michael van Gerwen           | Michael Smith                   | 7:3      | Sätze   |
| The Masters                 | Michael van Gerwen           | James Wade                      | 11:5     | Legs    |
| UK Open                     | Nathan Aspinall              | Rob Cross                       | 11:5     | Legs    |
| Premier League              | Michael van Gerwen           | Rob Cross                       | 11:6     | Legs    |
| World Cup                   | Peter Wright & Gary Anderson | Steve Lennon & William O’Connor | 3:1      | Matches |
| World Matchplay             | Rob Cross                    | Michael Smith                   | 18:13    | Legs    |
| Champions League            | Michael van Gerwen           | Peter Wright                    | 11:10    | Legs    |
| World Series Finals         | Michael van Gerwen           | Danny Noppert                   | 11:2     | Legs    |
| World Grand Prix            | Michael van Gerwen           | Dave Chisnall                   | 5:2      | Sätze   |
| European Championship       | Rob Cross                    | Gerwyn Price                    | 11:6     | Legs    |
| Grand Slam                  | Gerwyn Price                 | Peter Wright                    | 16:6     | Legs    |
| Players Championship Finals | Michael van Gerwen           | Gerwyn Price                    | 11:9     | Legs    |

### World Series
Alle Ergebnisse wurden im Legmodus ausgespielt.
| Turnier             | Sieger             | Finalist              | Ergebnis |
| ------------------- | ------------------ | --------------------- | -------- |
| US Masters          | Nathan Aspinall    | Michael Smith         | 8:4      |
| German Masters      | Peter Wright       | Gabriel Clemens       | 8:6      |
| Brisbane Masters    | Rob Cross          | Michael van Gerwen    | 11:6     |
| Melbourne Masters   | Michael van Gerwen | Daryl Gurney          | 8:3      |
| New Zealand Masters | Michael van Gerwen | Raymond van Barneveld | 8:1      |

### European Tour
Alle Ergebnisse wurden im Legmodus ausgespielt.
| Turnier               | Sieger             | Finalist           | Ergebnis |
| --------------------- | ------------------ | ------------------ | -------- |
| European Open         | Michael van Gerwen | Rob Cross          | 8:6      |
| German Championship   | Daryl Gurney       | Ricky Evans        | 8:5      |
| German Grand Prix     | Michael van Gerwen | Simon Whitlock     | 8:3      |
| German Open           | Michael van Gerwen | Ian White          | 8:3      |
| Austrian Open         | Michael van Gerwen | Ian White          | 8:7      |
| European Grand Prix   | Ian White          | Peter Wright       | 8:7      |
| Dutch Masters         | Ian White          | Michael van Gerwen | 8:7      |
| Danish Open           | Dave Chisnall      | Chris Dobey        | 8:3      |
| Czech Open            | Jamie Hughes       | Stephen Bunting    | 8:3      |
| Austrian Championship | Mensur Suljović    | Michael van Gerwen | 8:7      |
| European Matchplay    | Joe Cullen         | Michael van Gerwen | 8:5      |
| International Open    | Gerwyn Price       | Rob Cross          | 8:6      |
| Gibraltar Trophy      | Krzysztof Ratajski | Dave Chisnall      | 8:2      |

### Players Championships
Alle Ergebnisse wurden im Legmodus ausgespielt.
| Turnier                 | Sieger             | Finalist              | Ergebnis |
| ----------------------- | ------------------ | --------------------- | -------- |
| Players Championship 1  | Michael van Gerwen | Jermaine Wattimena    | 8:4      |
| Players Championship 2  | Dave Chisnall      | Glen Durrant          | 8:7      |
| Players Championship 3  | Michael van Gerwen | Ian White             | 8:5      |
| Players Championship 4  | Glen Durrant       | Dimitri Van den Bergh | 8:3      |
| Players Championship 5  | Gerwyn Price       | Gabriel Clemens       | 8:4      |
| Players Championship 6  | Gerwyn Price       | Ricky Evans           | 8:4      |
| Players Championship 7  | Dave Chisnall      | Daryl Gurney          | 8:6      |
| Players Championship 8  | Adrian Lewis       | Raymond van Barneveld | 8:3      |
| Players Championship 9  | James Wade         | Michael Smith         | 8:6      |
| Players Championship 10 | Jonny Clayton      | Gabriel Clemens       | 8:4      |
| Players Championship 11 | James Wade         | Michael Smith         | 8:6      |
| Players Championship 12 | James Wade         | Jeffrey de Zwaan      | 8:5      |
| Players Championship 13 | William O’Connor   | Nathan Aspinall       | 8:4      |
| Players Championship 14 | Jeffrey de Zwaan   | Stephen Bunting       | 8:2      |
| Players Championship 15 | Glen Durrant       | Darius Labanauskas    | 8:1      |
| Players Championship 16 | Harry Ward         | Max Hopp              | 8:7      |
| Players Championship 17 | Krzysztof Ratajski | Nathan Aspinall       | 8:3      |
| Players Championship 18 | James Wade         | José de Sousa         | 8:5      |
| Players Championship 19 | Peter Wright       | Justin Pipe           | 8:5      |
| Players Championship 20 | Peter Wright       | Joe Cullen            | 8:5      |
| Players Championship 21 | Krzysztof Ratajski | Dimitri Van den Bergh | 8:7      |
| Players Championship 22 | Brendan Dolan      | Jermaine Wattimena    | 8:5      |
| Players Championship 23 | José de Sousa      | Gerwyn Price          | 8:1      |
| Players Championship 24 | James Wade         | Dave Chisnall         | 8:6      |
| Players Championship 25 | Daryl Gurney       | Nathan Aspinall       | 8:5      |
| Players Championship 26 | Mensur Suljović    | Ian White             | 8:7      |
| Players Championship 27 | Gerwyn Price       | Krzysztof Ratajski    | 8:7      |
| Players Championship 28 | José de Sousa      | Glen Durrant          | 8:6      |
| Players Championship 29 | Brendan Dolan      | Ian White             | 8:6      |
| Players Championship 30 | Peter Wright       | Krzysztof Ratajski    | 8:1      |

### Challenge Tour
An der Challenge Tour dürfen alle Spieler teilnehmen, die an der PDC Qualifying School teilgenommen haben, aber keine Tour Card gewinnen konnten.
Alle Ergebnisse wurden im Legmodus ausgespielt.
| Turnier           | Sieger           | Finalist                 | Ergebnis |
| ----------------- | ---------------- | ------------------------ | -------- |
| Challenge Tour 1  | Shaun Carroll    | Patrick Lynskey          | 5:1      |
| Challenge Tour 2  | Stephen Burton   | Nathan Rafferty          | 5:4      |
| Challenge Tour 3  | Ritchie Edhouse  | Scott Taylor             | 5:3      |
| Challenge Tour 4  | Boris Kolzow     | Dave Prins               | 5:4      |
| Challenge Tour 5  | Darren Beveridge | Callan Rydz              | 5:0      |
| Challenge Tour 6  | Cameron Menzies  | Andrew Gilding           | 5:2      |
| Challenge Tour 7  | Jesús Noguera    | Mark Walsh               | 5:1      |
| Challenge Tour 8  | Stephen Burton   | Patrick van den Boogaard | 5:4      |
| Challenge Tour 9  | Cody Harris      | Martin Atkins            | 5:1      |
| Challenge Tour 10 | Nick Fullwell    | Nathan Rafferty          | 5:1      |
| Challenge Tour 11 | Berry van Peer   | Cameron Menzies          | 5:2      |
| Challenge Tour 12 | Andy Jenkins     | Boris Kolzow             | 5:4      |
| Challenge Tour 13 | Cameron Menzies  | Wessel Nijman            | 5:2      |
| Challenge Tour 14 | Patrick Lynskey  | David Evans              | 5:2      |
| Challenge Tour 15 | Jesús Noguera    | Kyle McKinstry           | 5:2      |
| Challenge Tour 16 | Callan Rydz      | David Evans              | 5:2      |
| Challenge Tour 17 | Ciaran Teehan    | Berry van Peer           | 5:2      |
| Challenge Tour 18 | Callan Rydz      | Cody Harris              | 5:1      |
| Challenge Tour 19 | Kyle McKinstry   | Jason Cullen             | 5:1      |
| Challenge Tour 20 | Mark Barilli     | Ciaran Teehan            | 5:3      |

### Development Tour
Auf der Development Tour dürfen Spieler zwischen 16 und 23 Jahren teilnehmen.
Alle Ergebnisse wurden im Legmodus ausgespielt.
| Turnier             | Sieger           | Finalist        | Ergebnis |
| ------------------- | ---------------- | --------------- | -------- |
| Development Tour 1  | Ted Evetts       | Nathan Rafferty | 5:0      |
| Development Tour 2  | Nathan Rafferty  | Aiden Cope      | 5:2      |
| Development Tour 3  | Ryan Meikle      | Greg Ritchie    | 5:2      |
| Development Tour 4  | Ted Evetts       | Andy Davidson   | 5:2      |
| Development Tour 5  | Jeffrey de Zwaan | Geert Nentjes   | 5:3      |
| Development Tour 6  | Corey Cadby      | Luke Humphries  | 5:3      |
| Development Tour 7  | Ryan Meikle      | Andy Davidson   | 5:2      |
| Development Tour 8  | Callan Rydz      | Luke Humphries  | 5:2      |
| Development Tour 9  | Geert Nentjes    | Shane McGuirk   | 5:2      |
| Development Tour 10 | Ted Evetts       | Shane McGuirk   | 5:3      |
| Development Tour 11 | Luke Humphries   | Greg Ritchie    | 5:4      |
| Development Tour 12 | Ted Evetts       | Bradley Brooks  | 5:0      |
| Development Tour 13 | Shane McGuirk    | Keane Barry     | 5:4      |
| Development Tour 14 | Ted Evetts       | Owen Roelofs    | 5:1      |
| Development Tour 15 | Geert Nentjes    | Nathan Girvan   | 5:1      |
| Development Tour 16 | Ted Evetts       | Ciaran Teehan   | 5:3      |
| Development Tour 17 | Luke Humphries   | Ted Evetts      | 5:3      |
| Development Tour 18 | Ted Evetts       | Greg Ritchie    | 5:4      |
| Development Tour 19 | Ted Evetts       | Ciaran Teehan   | 5:2      |
| Development Tour 20 | Luke Humphries   | Geert Nentjes   | 5:3      |

### Qualifikationen zur Weltmeisterschaft
Um die Internationalität des Wettbewerbs und Spieler aus Länder mit weniger Dartskultur und Frauen zu fördern, werden diversen Qualifikationsturniere für die World Darts Championship ausgetragen.
Alle Ergebnisse wurden im Legmodus ausgespielt.
| Turnier                                | Sieger             | Zweitplatzierter | Drittplatzierter | Viertplatzierter |
| -------------------------------------- | ------------------ | ---------------- | ---------------- | ---------------- |
| Nordamerikanische Meisterschaft        | Danny Baggish      |                  |                  |                  |
| Australische Tour                      | Damon Heta         |                  |                  |                  |
| Japanischer Qualifier                  | Seigo Asada        |                  |                  |                  |
| Nordische- & Baltische Tour            | Madars Razma       | Marko Kantele    |                  |                  |
| China Premier League                   | Zong Xiaochen      |                  |                  |                  |
| Bester Kanadier (CDC Pro Tour)         | Matt Campbell      |                  |                  |                  |
| Bester US-Amerikaner (CDC Pro Tour)    | Darin Young        |                  |                  |                  |
| Asiatische Tour                        | Lourence Ilagan    | Noel Malicdem    | Paul Lim         | Yuki Yamada      |
| Afrikanischer Qualifier                | Devon Petersen     |                  |                  |                  |
| Eurasischer Qualifier                  | Boris Kolzow       |                  |                  |                  |
| Zentral- & Südamerikanischer Qualifier | Diogo Portela      |                  |                  |                  |
| Neuseeländischer Qualifier             | Ben Robb           |                  |                  |                  |
| Ozeanische Meisterschaft               | Robbie King        |                  |                  |                  |
| Indischer Qualifier                    | Nitin Kumar        |                  |                  |                  |
| Damen-Qualifer UK und Irland           | Fallon Sherrock    |                  |                  |                  |
| Damen-Qualifier Rest der Welt          | Mikuru Suzuki      |                  |                  |                  |
| PDC Europe Super League                | Nico Kurz          |                  |                  |                  |
| Tom Kirby Memorial Irish Matchplay     | Keane Barry        |                  |                  |                  |
| Südwesteuropäischer Qualifier          | José Justicia      |                  |                  |                  |
| Osteuropäischer Qualifier              | Benjamin Pratnemer |                  |                  |                  |
| Westeuropäischer Qualifier             | Jan Dekker         |                  |                  |                  |
| Südosteuropäischer Qualifier           | Zoran Lerchbacher  |                  |                  |                  |
| PDC-Jugendweltmeisterschaft            | Luke Humphries*    |                  |                  |                  |
| Tour Card Holder Qualifier             | Benito van de Pas  | Stephen Burton   | Kevin Burness    | Matthew Edgar    |

* Luke Humphries hatte sich bereits über die Pro Tour Order of Merit qualifiziert. Ein weiterer Startplatz ging damit an den Tour Card Holder Qualifier.

## Statistiken

### Sieger und Finalisten nach Nationalität
Die Qualifikationsturniere zur Weltmeisterschaft sind hier nicht eingerechnet. Die Anzahl der Finale stehen in Klammern.
| Turnierart           | AUS   | BEL   | GER   | ENG     | IRL   | LTU   | NZL   | NED   | NIR   | AUT   | POL   | POR   | RUS   | SCO   | ESP   | CZE | WAL   |
| -------------------- | ----- | ----- | ----- | ------- | ----- | ----- | ----- | ----- | ----- | ----- | ----- | ----- | ----- | ----- | ----- | --- | ----- |
| Majorturnier         | 0     | 0     | 0     | 3 (9)   | 0 (1) | 0     | 0     | 7 (8) | 0     | 0     | 0     | 0     | 0     | 1 (3) | 0     | 0   | 1 (3) |
| World Series         | 0     | 0     | 0 (1) | 2 (3)   | 0     | 0     | 0     | 2 (4) | 0 (1) | 0     | 0     | 0     | 0     | 1 (1) | 0     | 0   | 0     |
| European Tour        | 0 (1) | 0     | 0     | 5 (13)  | 0     | 0     | 0     | 4 (7) | 1 (1) | 1 (1) | 1 (1) | 0     | 0     | 0 (1) | 0     | 0   | 1 (1) |
| Players Championship | 0     | 0 (2) | 0 (3) | 11 (26) | 1 (1) | 0 (1) | 0     | 3 (7) | 3 (4) | 1 (1) | 2 (4) | 2 (3) | 0     | 3 (3) | 0     | 0   | 4 (5) |
| Challenge Tour       | 0     | 0     | 0     | 9 (18)  | 1 (3) | 0     | 1 (2) | 1 (4) | 1 (4) | 0     | 0     | 0     | 1 (2) | 4 (5) | 2 (2) | 0   | 0     |
| Development Tour     | 1 (1) | 0     | 0     | 14 (19) | 1 (6) | 0     | 0     | 3 (6) | 1 (2) | 0     | 0     | 0     | 0     | 0 (6) | 0     | 0   | 0     |

### Errungenschaften

#### Persönliche Errungenschaften
- Erstes Weltmeisterschaftsfinale: Michael Smith
- Erster Majortitel: Nathan Aspinall
- Erstes Majorfinale: Nathan Aspinall, Danny Noppert, Steve Lennon, William O’Connor
- Erster World Series-Titel: Rob Cross, Nathan Aspinall
- Erstes World Series-Finale: Nathan Aspinall, Gabriel Clemens
- Erster European Tour-Titel: Daryl Gurney, Krzysztof Ratajski, Joe Cullen, Jamie Hughes
- Erstes European Tour-Finale: Krzysztof Ratajski, Jamie Hughes, Joe Cullen, Stephen Bunting, Chris Dobey
- Erster Players Championship-Titel: Glen Durrant, José de Sousa, Daryl Gurney, Jeffrey de Zwaan, William O’Connor, Harry Ward
- Erstes Players Championship-Finale: Glen Durrant, José de Sousa, William O’Connor, Harry Ward, Nathan Aspinall, Jermaine Wattimena, Dimitri Van den Bergh, Darius Labanauskas

#### Nationale Errungenschaften
- Erster Weltmeisterschaftsqualifikant:  Lettland
- Erster PDC-Majorfinalist:  Irland
- Erster World Series-Finalist:  Deutschland
- Erster European Tour-Sieger:  Nordirland,  Polen
- Erster European Tour-Finalist:  Polen
- Erster Players Championship-Sieger:  Portugal,  Irland
- Erster Players Championship-Finalist:  Portugal,  Litauen
- Erster Challenge Tour-Sieger:  Nordirland,  Russland,  Spanien
- Erster Challenge Tour-Finalist:  Nordirland,  Russland,  Spanien

### Majorturniere
| Spieler            | Siege | Finalniederlagen |
| ------------------ | ----- | ---------------- |
| Michael van Gerwen | 7     | 0                |
| Rob Cross          | 2     | 2                |
| Gerwyn Price       | 1     | 2                |
| Peter Wright       | 1     | 2                |
| Gary Anderson      | 1     | 0                |
| Nathan Aspinall    | 1     | 0                |
| Michael Smith      | 0     | 2                |
| Dave Chisnall      | 0     | 1                |
| William O’Connor   | 0     | 1                |
| Steve Lennon       | 0     | 1                |
| Danny Noppert      | 0     | 1                |
| James Wade         | 0     | 1                |

### World Series
| Spieler               | Siege | Finalniederlagen |
| --------------------- | ----- | ---------------- |
| Michael van Gerwen    | 2     | 0                |
| Nathan Aspinall       | 1     | 0                |
| Rob Cross             | 1     | 0                |
| Peter Wright          | 1     | 0                |
| Raymond van Barneveld | 0     | 1                |
| Gabriel Clemens       | 0     | 1                |
| Daryl Gurney          | 0     | 1                |
| Michael Smith         | 0     | 1                |

### European Tour
| Spieler            | Siege | Finalniederlagen |
| ------------------ | ----- | ---------------- |
| Michael van Gerwen | 4     | 3                |
| Ian White          | 2     | 2                |
| Dave Chisnall      | 1     | 1                |
| Jonny Clayton      | 1     | 0                |
| Joe Cullen         | 1     | 0                |
| Daryl Gurney       | 1     | 0                |
| Jamie Hughes       | 1     | 0                |
| Gerwyn Price       | 1     | 0                |
| Krzysztof Ratajski | 1     | 0                |
| Mensur Suljović    | 1     | 0                |
| Rob Cross          | 0     | 2                |
| Stephen Bunting    | 0     | 1                |
| Chris Dobey        | 0     | 1                |
| Ricky Evans        | 0     | 1                |
| Simon Whitlock     | 0     | 1                |
| Peter Wright       | 0     | 1                |

### Players Championship
| Spieler               | Siege | Finalniederlagen |
| --------------------- | ----- | ---------------- |
| James Wade            | 5     | 0                |
| Gerwyn Price          | 3     | 1                |
| Peter Wright          | 3     | 0                |
| Glen Durrant          | 2     | 2                |
| Dave Chisnall         | 2     | 1                |
| José de Sousa         | 2     | 1                |
| Brendan Dolan         | 2     | 0                |
| Michael van Gerwen    | 2     | 0                |
| Krzysztof Ratajski    | 1     | 2                |
| Daryl Gurney          | 1     | 1                |
| Jeffrey de Zwaan      | 1     | 1                |
| Nathan Aspinall       | 0     | 3                |
| William O’Connor      | 1     | 0                |
| Harry Ward            | 1     | 0                |
| Adrian Lewis          | 1     | 0                |
| Mensur Suljović       | 1     | 0                |
| Ian White             | 0     | 3                |
| Dimitri Van den Bergh | 0     | 2                |
| Gabriel Clemens       | 0     | 2                |
| Michael Smith         | 0     | 2                |
| Jermaine Wattimena    | 0     | 2                |
| Raymond van Barneveld | 0     | 1                |
| Stephen Bunting       | 0     | 1                |
| Joe Cullen            | 0     | 1                |
| Ricky Evans           | 0     | 1                |
| Max Hopp              | 0     | 1                |
| Darius Labanauskas    | 0     | 1                |
| Justin Pipe           | 0     | 1                |

### Challenge Tour
| Spieler                  | Siege | Finalniederlagen |
| ------------------------ | ----- | ---------------- |
| Cameron Menzies          | 2     | 1                |
| Callan Rydz              | 2     | 1                |
| Stephen Burton           | 2     | 0                |
| Jesús Noguera            | 2     | 0                |
| Ritchie Edhouse          | 1     | 0                |
| Nick Fullwell            | 1     | 0                |
| Cody Harris              | 1     | 1                |
| Patrick Lynskey          | 1     | 1                |
| Kyle McKinstry           | 1     | 1                |
| Boris Kolzow             | 1     | 1                |
| Berry van Peer           | 1     | 1                |
| Ciaran Teehan            | 1     | 1                |
| Mark Barilli             | 1     | 0                |
| Darren Beveridge         | 1     | 0                |
| Shaun Carroll            | 1     | 0                |
| Andy Jenkins             | 1     | 0                |
| David Evans              | 0     | 2                |
| Nathan Rafferty          | 0     | 2                |
| Martin Atkins            | 0     | 1                |
| Patrick van den Boogaard | 0     | 1                |
| Jason Cullen             | 0     | 1                |
| Andrew Gilding           | 0     | 1                |
| Wessel Nijman            | 0     | 1                |
| Dave Prins               | 0     | 1                |
| Scott Taylor             | 0     | 1                |
| Mark Walsh               | 0     | 1                |

### Development Tour
| Spieler          | Siege | Finalniederlagen |
| ---------------- | ----- | ---------------- |
| Ted Evetts       | 8     | 1                |
| Luke Humphries   | 3     | 0                |
| Geert Nentjes    | 2     | 2                |
| Ryan Meikle      | 2     | 0                |
| Shane McGuirk    | 1     | 2                |
| Nathan Rafferty  | 1     | 1                |
| Corey Cadby      | 1     | 0                |
| Callan Rydz      | 1     | 0                |
| Jeffrey de Zwaan | 1     | 0                |
| Greg Ritchie     | 0     | 3                |
| Andy Davidson    | 0     | 2                |
| Ciaran Teehan    | 0     | 2                |
| Keane Barry      | 0     | 1                |
| Bradley Brooks   | 0     | 1                |
| Aiden Cope       | 0     | 1                |
| Nathan Girvan    | 0     | 1                |
| Owen Roelofs     | 0     | 1                |